# Cataclysta psathyrodes
Cataclysta psathyrodes is een vlinder uit de familie van de snuitmotten (Pyralidae). De wetenschappelijke naam van de soort is voor het eerst gepubliceerd in 1908 door de Australische dokter en amateur-entomoloog Alfred Jefferis Turner (1861–1947). Het type werd aangetroffen in Stradbroke Island nabij Brisbane, Queensland in Australië. Het epitheton psathyrodes betekent "zwak of broos van uitzicht".